# Llista d'espècies d'escitòdids
Llista d'espècies de escitòdids, una família d'aranyes araneomorfes descrita per J. Blackwall el 1864. La llista conté la informació recollida fins al 2 de novembre de 2006. Apareixen citats 5 gèneres amb 169 espècies, de les quals 164 pertanyen al gènere Scytodes. Tenen una àmplia distribució per tot el món.

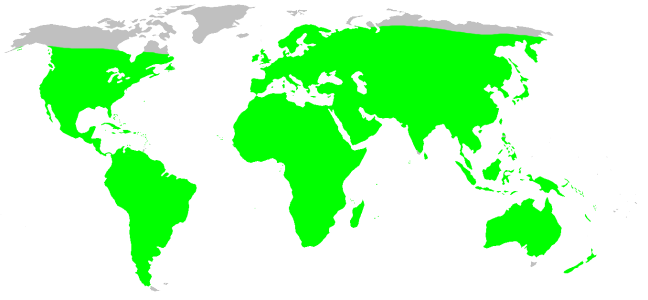
Distribució dels escitòdids

## Gèneres i espècies

### Dictis
Dictis L. Koch, 1872
- Dictis striatipes L. Koch, 1872 (Xina fins a Austràlia)

### Scyloxes
Scyloxes Dunin, 1992
- Scyloxes Àsiatica Dunin, 1992 (Tajikistan)

### Scytodes
Scytodes Latreille, 1804
- Scytodes aethiopica Simon, 1907 (Etiòpia)
- Scytodes affinis Kulczyn'ski, 1901 (Etiòpia)
- Scytodes aharonii Strand, 1914 (Israel)
- Scytodes akytaba Rheims & Brescovit, 2006 (Brasil)
- Scytodes alayoi Alayón, 1977 (Cuba)
- Scytodes albiapicalis Strand, 1907 (Xina)
- Scytodes alfredi Gajbe, 2004 (Índia)
- Scytodes altamira Rheims & Brescovit, 2000 (Brasil)
- Scytodes apuecatu Rheims & Brescovit, 2006 (Brasil)
- Scytodes arboricola Millot, 1946 (Costa d'Ivori)
- Scytodes arenacea Purcell, 1904 (Sud-àfrica)
- Scytodes armata Brescovit & Rheims, 2001 (Costa Rica)
- Scytodes aruensis Strand, 1911 (Illes Aru)
- Scytodes arwa Rheims, Brescovit & van Harten, 2006 (Iemen)
- Scytodes auricula Rheims & Brescovit, 2000 (Brasil)
- Scytodes balbina Rheims & Brescovit, 2000 (Brasil)
- Scytodes becki Rheims & Brescovit, 2001 (Brasil)
- Scytodes bergeri Strand, 1915 (Namíbia)
- Scytodes bertheloti Lucas, 1838 (Mediterrani fins a Turkmenistan, Seychelles)
  - Scytodes bertheloti annulipes Simon, 1907 (Tunísia, Líbia)
- Scytodes bilqis Rheims, Brescovit & van Harten, 2006 (Iemen)
- Scytodes blanda Bryant, 1940 (Cuba)
- Scytodes broomi Pocock, 1902 (Sud-àfrica)
- Scytodes caffra Purcell, 1904 (Sud-àfrica)
- Scytodes caipora Rheims & Brescovit, 2004 (Brasil)
- Scytodes camerunensis Strand, 1906 (Camerun)
- Scytodes canariensis Wunderlich, 1987 (Illes Canàries)
- Scytodes caure Rheims & Brescovit, 2004 (Brasil)
- Scytodes cavernarum Roewer, 1962 (Malàisia)
- Scytodes cedri Purcell, 1904 (Sud-àfrica)
- Scytodes cellularis Simon, 1907 (Congo)
- Scytodes championi F. O. P.-Cambridge, 1899 (Amèrica Central fins a Brasil)
- Scytodes chiquimula Brescovit & Rheims, 2001 (Guatemala)
- Scytodes clavata Benoit, 1965 (Congo)
- Scytodes cogu Brescovit & Rheims, 2001 (Costa Rica)
- Scytodes congoanus Strand, 1908 (Congo)
- Scytodes constellata Lawrence, 1938 (Sud-àfrica)
- Scytodes coronata Thorell, 1899 (Àfrica Occidental)
- Scytodes cotopitoka Rheims i cols., 2005 (Brasil)
- Scytodes cubensis Alayón, 1977 (Cuba, Trinidad)
- Scytodes curupira Rheims & Brescovit, 2004 (Brasil)
- Scytodes darlingtoni Alayón, 1977 (Cuba)
- Scytodes diminuta Valerio, 1981 (Costa Rica)
- Scytodes dissimulans Petrunkevitch, 1929 (Puerto Rico)
- Scytodes dollfusi Millot, 1941 (Costa d'Ivori)
- Scytodes dorothea Gertsch, 1935 (EUA)
- Scytodes drakensbergensis Lawrence, 1947 (Sud-àfrica)
- Scytodes eleonorae Rheims & Brescovit, 2001 (Brasil)
- Scytodes elizabethae Purcell, 1904 (Sud-àfrica)
- Scytodes farri Alayón, 1985 (Jamaica)
- Scytodes flagellata Purcell, 1904 (Sud-àfrica)
- Scytodes fourchei Lessert, 1939 (Àfrica Central i Oriental)
- Scytodes fusca Walckenaer, 1837 (Pantropical)
- Scytodes gertschi Valerio, 1981 (Panamà)
- Scytodes gilva (Thorell, 1887) (Índia, Myanmar)
- Scytodes globula Nicolet, 1849 (Bolívia, Brasil, Argentina, Uruguai, Xile)
- Scytodes gooldi Purcell, 1904 (Sud-àfrica)
- Scytodes grammocephala Simon, 1909 (Vietnam)
- Scytodes guttipes Simon, 1893 (Veneçuela, Trinidad)
- Scytodes hahahae Rheims & Brescovit, 2001 (Brasil)
- Scytodes humilis L. Koch, 1875 (Etiòpia)
- Scytodes iabaday Rheims & Brescovit, 2001 (Brasil)
- Scytodes immaculata L. Koch, 1875 (Egipte)
- Scytodes insperata Soares & Camargo, 1948 (Brasil)
- Scytodes intricata Banks, 1909 (Costa Rica, Panamà)
- Scytodes itacuruassu Rheims & Brescovit, 2006 (Brasil)
- Scytodes itapevi Brescovit & Rheims, 2000 (Brasil)
- Scytodes itzana Chamberlin & Ivie, 1938 (Mèxic)
- Scytodes janauari Brescovit & Höfer, 1999 (Brasil)
- Scytodes jousseaumei Simon, 1907 (Djibouti)
- Scytodes jurupari Rheims & Brescovit, 2004 (Brasil)
- Scytodes jyapara Rheims & Brescovit, 2006 (Brasil)
- Scytodes kaokoensis Lawrence, 1928 (Namíbia)
- Scytodes karrooica Purcell, 1904 (Sud-àfrica)
- Scytodes kinsukus Patel, 1975 (Índia)
- Scytodes kinzelbachi Wunderlich, 1995 (Jordània)
- Scytodes lanceolata Purcell, 1904 (Sud-àfrica)
- Scytodes lara Rheims & Brescovit, 2004 (Brasil)
- Scytodes lawrencei Lessert, 1939 (Àfrica Central i Oriental)
- Scytodes leipoldti Purcell, 1904 (Sud-àfrica)
- Scytodes leprosula Strand, 1913 (Central Àfrica)
- Scytodes lesserti Millot, 1941 (Guinea)
- Scytodes lewisi Alayón, 1985 (Jamaica)
- Scytodes lineatipes Taczanowski, 1874 (Veneçuela fins a Paraguai)
- Scytodes liui Wang, 1994 (Xina)
- Scytodes longipes Lucas, 1844 (Pantropical)
  - Scytodes longipes simplex Franganillo, 1926 (Cuba)
- Scytodes lorenzoi Alayón, 1977 (Cuba)
- Scytodes lugubris (Thorell, 1887) (Pantropical)
- Scytodes luteola Simon, 1893 (Veneçuela)
- Scytodes lycosella Purcell, 1904 (Sud-àfrica)
- Scytodes lyriformis Purcell, 1904 (Sud-àfrica)
- Scytodes magna Bristowe, 1952 (Malàisia)
- Scytodes major Simon, 1886 (Àfrica)
- Scytodes makeda Rheims, Brescovit & van Harten, 2006 (Iemen, Oman)
- Scytodes mapia Rheims & Brescovit, 2000 (Brasil)
- Scytodes mapinguari Rheims & Brescovit, 2004 (Brasil)
- Scytodes maresi Rheims & Brescovit, 2001 (Brasil)
- Scytodes maritima Lawrence, 1938 (Sud-àfrica)
- Scytodes marshalli Pocock, 1902 (Sud-àfrica)
- Scytodes martiusi Brescovit & Höfer, 1999 (Brasil)
- Scytodes mawphlongensis Tikader, 1966 (Índia, Nepal)
- Scytodes meridana Chamberlin & Ivie, 1938 (Mèxic)
- Scytodes montana Purcell, 1904 (Sud-àfrica)
- Scytodes multilineata Thorell, 1899 (Àfrica Central i Occidental)
- Scytodes nambiussu Rheims & Brescovit, 2006 (Brasil)
- Scytodes nigristernis Simon, 1907 (Guinea-Bissau)
- Scytodes noeli Alayón, 1977 (Cuba)
- Scytodes obelisci Denis, 1947 (Egipte)
- Scytodes oswaldi Lenz, 1891 (Madagascar)
- Scytodes paarmanni Brescovit & Höfer, 1999 (Brasil)
- Scytodes pallida Doleschall, 1859 (Índia, Xina, Filipines, Nova Guinea)
- Scytodes panamensis Brescovit & Rheims, 2001 (Panamà)
- Scytodes panguana Brescovit & Höfer, 1999 (Perú)
- Scytodes perfecta Banks, 1898 (EUA, Mèxic)
- Scytodes pholcoides Simon, 1898 (Seychelles)
- Scytodes piroca Rheims & Brescovit, 2000 (Brasil)
- Scytodes piyampisi Rheims i cols., 2005 (Brasil)
- Scytodes poenitens Chamberlin, 1924 (EUA)
- Scytodes propinqua Stoliczka, 1869 (Pakistan)
- Scytodes pulchella Berland, 1914 (Àfrica Oriental)
- Scytodes punctipes Simon, 1907 (Príncipe)
- Scytodes quarta Lawrence, 1927 (Namíbia)
- Scytodes quattuordecemmaculata Strand, 1907 (Xina)
  - Scytodes quattuordecemmaculata clarior Strand, 1907 (Xina)
- Scytodes quinqua Lawrence, 1927 (Namíbia)
- Scytodes redempta Chamberlin, 1924 (Mèxic)
- Scytodes reticulata Jézéquel, 1964 (Costa d'Ivori)
- Scytodes robertoi Alayón, 1977 (Cuba)
- Scytodes romitii Caporiacco, 1947 (Brasil, Guyana)
- Scytodes rubra Lawrence, 1937 (Sud-àfrica)
- Scytodes ruizensis Strand, 1914 (Colòmbia)
- Scytodes saci Rheims & Brescovit, 2004 (Brasil)
- Scytodes sansibarica Strand, 1907 (Zanzíbar)
- Scytodes schultzei Purcell, 1908 (Sud-àfrica)
- Scytodes semipullata (Simon, 1909) (Tibet)
- Scytodes sexstriata Roewer, 1960 (Afganistan)
- Scytodes silvatica Purcell, 1904 (Sud-àfrica)
- Scytodes skuki Rheims & Brescovit, 2001 (Brasil)
- Scytodes sordida Dyal, 1935 (Pakistan)
- Scytodes stoliczkai Simon, 1897 (Índia)
- Scytodes strandi Spassky, 1941 (Àsia central)
- Scytodes strussmannae Rheims & Brescovit, 2001 (Brasil)
- Scytodes subadulta Strand, 1911 (Illes Aru)
- Scytodes subthoracica Strand, 1906 (Camerun)
- Scytodes subulata Purcell, 1904 (Sud-àfrica)
- Scytodes suffEUA Strand, 1906 (Àfrica Oriental)
- Scytodes symmetrica Lawrence, 1938 (Sud-àfrica)
- Scytodes tacapepucu Rheims & Brescovit, 2006 (Brasil)
- Scytodes tardigrada Thorell, 1881 (Myanmar, Nova Guinea, Queensland)
- Scytodes tegucigalpa Brescovit & Rheims, 2001 (Hondures)
- Scytodes tenerifensis Wunderlich, 1987 (Illes Canàries)
- Scytodes tertia Lawrence, 1927 (Angola, Namíbia)
- Scytodes testudo Purcell, 1904 (Sud-àfrica)
- Scytodes thoracica (Latreille, 1802) (Holàrtic, Illes del Pacífic)
- Scytodes tinkuan Rheims & Brescovit, 2004 (Brasil)
- Scytodes triangulifera Purcell, 1904 (Sud-àfrica)
- Scytodes trifoliata Lawrence, 1938 (Sud-àfrica)
- Scytodes tuyucua Brescovit, Rheims & Raizer, 2004 (Brasil)
- Scytodes tyaiamiri Rheims & Brescovit, 2006 (Brasil)
- Scytodes tyaiapyssanga Rheims & Brescovit, 2006 (Brasil)
- Scytodes uligocetes Valerio, 1981 (Costa Rica)
- Scytodes univittata Simon, 1882 (Illes Canàries fins a Myanmar, sinantròpic en la zona Neotropical)
  - Scytodes univittata unilineata Thorell, 1887 (Myanmar)
- Scytodes upia Rheims & Brescovit, 2006 (Brasil)
- Scytodes vaurieorum Brescovit & Rheims, 2001 (Guatemala)
- Scytodes velutina Heineken & Lowe, 1832 (Mediterrani, Illes Cap Verd)
- Scytodes venusta (Thorell, 1890) (Sri Lanka fins a Java, introduïda a Holanda)
- Scytodes vieirae Rheims & Brescovit, 2000 (Brasil)
- Scytodes vittata Keyserling, 1877 (Colòmbia, Brasil)
- Scytodes xai Rheims & Brescovit, 2006 (Brasil)
- Scytodes ybyrapesse Rheims & Brescovit, 2006 (Brasil)
- Scytodes yphanta Wang, 1994 (Xina)
- Scytodes yssaiapari Rheims & Brescovit, 2006 (Brasil)
- Scytodes zamena Wang, 1994 (Xina)
- Scytodes zamorano Brescovit & Rheims, 2001 (Hondures)
- Scytodes zapatana Gertsch & Mulaik, 1940 (EUA)

### Soeuria
Soeuria Saaristo, 1997
- Soeuria soeur Saaristo, 1997 (Seychelles)

### Stedocys
Stedocys Ono, 1995
- Stedocys leopoldi (Giltay, 1935) (Malàisia)
- Stedocys uenorum Ono, 1995 (Tailàndia)